# 帕拉伊索 (哥斯达黎加)
帕拉伊索是哥斯達黎加的城市，位於該國中部，由卡塔戈省負責管轄，距離首府卡塔戈8公里，始建於1823年，面積10平方公里，最高點海拔高度1,279米，2012年人口50,751。